# Fremdkörpererkrankung
Fremdkörpererkrankung (Indigestio a corporibus alienis) bezeichnet Verdauungsstörungen infolge aufgenommener Fremdkörper. Je nach Fressverhalten ist die Art der aufgenommenen Fremdkörper und damit auch die Erkrankung sehr unterschiedlich:
- Fremdkörpererkrankung der Hunde
- Fremdkörpererkrankung der Pferde
- Fremdkörpererkrankung der Wiederkäuer